# Platja de Sienra
La platja de Sienra es troba en el concejo asturià de Cudillero i pertany a la localitat de Ballota. Forma part de la Costa Occidental d'Astúries i es troba emmarcada en el Paisatge Protegit de la Costa Occidental d'Astúries.

## Descripció
La platja és realment un pedrer amb forma de petxina, té una longitud d'uns 200-210 m i una amplària mitjana d'uns 18 m. El seu entorn és rural i amb un baix grau d'urbanització i la perillositat és mitjana. Les sorres són blanquinoses de gra mitjà i té molt poca assistència. Els accessos són per als vianants i inferiors a un km però de difícil recorregut. El seu entorn és rural i amb un baix mitjà d'urbanització. El jaç està compost de sorres gruixudes i tons clars en petites quantitats, ja que la majoria del jaç ho cobreixen palets.
Per arribar a aquesta platja cal prendre el camí més oriental de Ballota. Després de superar l'església i una granja de vaques cal seguir uns 400 m més i aparcar el vehicle. Més endavant, i en el primer gran penya-segat, està la platja. Aquests tenen un desnivell d'uns 80 m i el camí per baixar està ple de vegetació i té un desnivell extremadament pronunciat pel que es desaconsella baixar per ell.
La platja té una gran riquesa de peixos en el pedrer i una desembocadura fluvial. No hi ha cap mena de servei. Es reitera la perillositat dels penya-segats.